# Nāḩiyat Ma‘baţlī
Nāḩiyat Ma‘baţlī (arabiska: ناحية معبطلي) är ett subdistrikt i Syrien.   Det ligger i provinsen Aleppo, i den nordvästra delen av landet, 300 km norr om huvudstaden Damaskus.
Trakten runt Nāḩiyat Ma‘baţlī består till största delen av jordbruksmark. Runt Nāḩiyat Ma‘baţlī är det ganska tätbefolkat, med 86 invånare per kvadratkilometer.